# 正木裕史
正木 裕史（まさき ひろふみ、1979年1月22日 - ）は、広島県廿日市市出身のサッカー指導者。日本サッカー協会公認A級ライセンス所持。国士舘大学卒。

## 来歴
国士舘大学在学中から指導を始め、高校生以下育成年代の指導を経て、2008年より東京電力女子サッカー部マリーゼのコーチに就く。選手からの信頼は厚く、2012年にはマリーゼの選手と共にベガルタ仙台レディースへ転籍。コーチとして、女子サッカー指導経験の無かった千葉泰伸監督にとって大きな支えになった。2015年、A級ジェネラルライセンス取得。2016年限りで仙台コーチを退任。
2017年、浦和レッドダイヤモンズ・レディースコーチに就任。2018年10月、石原孝尚監督の解任に伴い監督に昇格した。2019年は森栄次が監督に就任したためヘッドコーチを務める。

## 指導歴
- 1998年 - 2005年 國學院大學久我山高等学校サッカー部 コーチ
- 2004年 - 2008年 FC東京 サッカースクール アシスタントコーチ
- 2005年 - 2006年 東京・久留米FC (NPO法人アリアンテ) U-15コーチ
- 2006年 - 2007年 専修大学附属高等学校サッカー部 コーチ
- 2008年 - 2011年 東京電力女子サッカー部マリーゼ コーチ
- 2012年 - 2016年 ベガルタ仙台レディース コーチ
- 2017年 - 2018年10月 浦和レッドダイヤモンズ・レディース コーチ
- 2018年10月 - 12月 浦和レッドダイヤモンズ・レディース 監督
- 2019年 - 浦和レッドダイヤモンズ・レディース ヘッドコーチ